# Shōko Ema
Pour les articles homonymes, voir Shoko (homonymie).
Shōko Ema (江間 章子, Ema Shōko), née le 13 mars 1913 à Takada (de nos jours Jōetsu) dans la préfecture de Niigata - morte le 12 mars 2005 dans l'arrondissement Setagaya de Tokyo, est une poétesse et librettiste japonaise.

## Biographie
Ema Shōko naît en 1913 à Takada dans la préfecture de Niigata. Son père meurt alors qu'elle a deux ans aussi sa mère retourne-t-elle avec elle chez ses parents près de Tairadate (de nos jours Hachimantai) dans la préfecture d'Iwate. Elle est scolarisée à l'âge de 12 ans dans le lycée de filles de Shizuoka. À partir de 1930, elle fréquente l'école de filles de Surugadai. En 1936 elle publie le recueil de poésie Haru e no shōtai (春への招待). En 1949 paraît le recueil Natsu no omoide (夏の思い出) et deux ans plus tard Hana no machi (花の街) ses deux œuvres les plus connues. En 1992 elle est nommée citoyenne d'honneur de Setagaya puis citoyenne d'honneur de Nishine et Katashina dans la préfecture de Gunma.
Shōko Ema meurt en 2005 à l'âge de 91 ans d'une hémorragie cérébrale dans un hôpital à Setagaya, Tokyo.

## Textes
- Natsu no omoide (夏の思い出) musique de Yoshinao Nakada
- Okāsan (おかあさん) musique de Nakada Yoshinao
- Hana no machi (花の街) musique d'Ikuma Dan
- Hana no mawari de (花のまわりで) musique d'Ōtsu Saburō
- 1957 Shi e no izanai (詩へのいざない)
- 1983 Irak kikō (イラク紀行)
- et autres textes pour des dizaines de chants scolaires

## Source de la traduction
- (de) Cet article est partiellement ou en totalité issu de l’article de Wikipédia en allemand intitulé « Ema Shōko » (voir la liste des auteurs).